# Рурская операция
Рурская операция или Рурский котёл (англ. Ruhr pocket) — стратегическая военная операция вооружённых сил США, Великобритании и Канады, проводившаяся 1 апреля — 21 апреля 1945 года против войск Германии во время Второй мировой войны с целью окружения и разгрома немецкой группировки войск в районе Рура.

## Подготовка к операции
К концу марта 1945 года на Западноевропейском театре военных действий сложилась крайне благоприятная обстановка для союзников. Германские войска при поражении в Арденнской операции, отходе с левого берега Рейна и после поражения в Маас-Рейнской операции были очень ослаблены. Недостаток сил и средств не позволял немецкому командованию создать сколько-нибудь прочную оборону на западном фронте, даже на таком стратегически важном направлении как рурское. Малочисленные резервы не могли оказать эффективное влияние на успешную оборону.
Союзное командование решило в конце марта 1945 направить основные усилия для разгрома рурской группировки немцев и овладения Рурским промышленным районом, крупнейшим и самым важным промышленным районом Германии. В феврале и марте, в результате Маас-Рейнской операции союзники захватили промышленный район Саар, и вермахт стал ещё больше зависеть от Рура. Общий замысел союзного командования на наступление с рубежа реки Рейн сводился к следующему: силами 2-х групп армий нанести мощные удары: 21-й группой армий (без 1-й канадской армии) к северу от Рурского промышленного района и 12-й группой армии из районов северо-западнее Кобленца и юго-западнее Франкфурта-на-Майне. Эти удары были направлены по сходящимся направлениям на Кассель с целью окружения войск немецкой группы армий «B» в Руре. В дальнейшем предполагалось основными силами развить наступление вглубь Германии.

## Расстановка сил

### США и Великобритания
- 21-я группа армий (командующий Б. Монтгомери). В операции принимали участие 9-я американская армия, 2-я британская армия, 18-й британский отдельный воздушно-десантный корпус и 2-й канадский воздушно-десантный корпус — всего 29 дивизий и 12 отдельных бригад. Авиационную поддержку оказывали военно-воздушные силы 21-й группы армий, имевшие в своём составе свыше 4000 самолётов.
- 12-я группа армий (командующий О. Брэдли). В неё входили 1-я американская армия и 3-я американская армия — всего 25 дивизий. Авиационную поддержку оказывали военно-воздушные силы 12-й группы армий, имевшие в своём составе около 5000 самолётов.

### Германия
- Группа армий «H» (командующий Эрнст Буш). В операции принимали участие 1-я парашютная армия.
- Группа армий «B» (командующий Вальтер Модель). В неё входили 15-я армия и 5-я танковая армия.

## Окружение немецкой группировки в районе Рура
Началу операции предшествовала мощная авиационная подготовка, продолжавшаяся 12 дней. В результате многократных авиационных налётов на немецкие тылы были разрушены важнейшие мосты и узлы коммуникаций, расположенные на линии Бремен, Падерборн, Кобленц, что в значительной мере затруднило сообщение немецких войск, оборонявших Рурский промышленный регион, с остальной территорией Германии.
23 марта началась операция по форсированию Рейна сначала 2-й британской, а затем 9-й американской армией. Перед наступлением пехоты была проведена артиллерийская подготовка, продолжавшаяся в течение часа. Для содействия войскам 21-й группы армий с фронта утром 24 марта в немецком тылу был высажен 18-й воздушно-десантный корпус северо-восточнее города Везель. Сопротивление немецких войск оказалось незначительным, десантники захватили несколько крупных населенных пунктов к северу от Везеля. Во второй половине 24 марта воздушно-десантные части соединились с войсками, наступавшими с фронта. За первые два дня войска 21-й группы армий захватили несколько плацдармов в районе Рейна, впоследствии они продолжали наступление в восточном направлении и к 28 марта расширили плацдарм к северу от Рура до 60 км по фронту и 35 км в глубину.
В это же время войска 12-й группы армий вели наступление с ранее захваченных плацдармов в районах Ремагена и Оппенгейма. 1-я американская армия стремительно наступала на юго-восток от Ремагена. 3-я американская армия 25 марта захватила Дармштадт и вступила во Франкфурт-на-Майне. Сопротивление немцев становилось всё более дезорганизованным. 1-я американская армия прорвала немецкую оборону и 26 марта соединилась с 3-й в районе Франкфурта-на-Майне. К исходу 28 марта войска группы армий вышли на рубеж Гисен, Франкфурт-на-Майне, Ашаффенбург.
После сосредоточения на плацдарме основных сил 21-й группы армий союзные войска начали наступление в обход Рура с севера. 2-я британская армия наступала на бременском направлении с целью создания внешнего фронта окружения, 3 апреля заняла Мюнстер и Оснабрюк, а 9-я американская армия — на Липпштадт, который захватила 1 апреля. Одновременно войска 12-й группы армий почти не встречая сопротивления стремительно наступали на север. 1 апреля 1-я американская армия соединилась в Липштадте с частями 9-й американской армии, завершив окружение рурской группировки, которая насчитывала 18 дивизий — всего около 325 тыс. человек.

## Разгром окружённой немецкой группировки
Немецкое командование попыталось прорвать окружение в районе Хамма и Зигена, однако эти попытки не увенчались успехом. Окружённые войска были полностью деморализованы. Кроме того, ощущался острый недостаток боевой техники и вооружения, боеприпасов и различных видов снабжения. Тем не менее немецкое командование решило удерживать Рур, чтобы сковать здесь американо-английские войска и не дать возможности использовать их на других участках фронта.
2 апреля американские войска начали ликвидацию окружённой группировки. 14 апреля войска 9-й и 1-й американских армий соединились у Хагена, тем самым расчленив немецкую группировку на две части. 15 апреля войска 1-й американской армии, расширив образовавшийся коридор, повернули на запад и восток, чтобы ускорить ликвидацию группировки. 17 апреля командующий группой армий «Б» фельдмаршал Вальтер Модель отдал приказ прекратить сопротивление и сам застрелился 21 апреля. В этот же день германские войска полностью прекратили сопротивление в Руре. В плен к союзникам попало около 317 тыс. немецких солдат и офицеров.

## Итоги и последствия операции
В результате Рурской операции была уничтожена последняя крупная немецкая группировка на западном фронте. Рур являлся важнейшим военно-промышленным районом Германии, от которого зависела способность Германии продолжать войну, и его потеря вызвала тяжелые последствия для вермахта.
Разгром немецкой группы армий «Б» в Руре вызвал крушение всего немецкого Западного фронта, организованное сопротивление прекратилось, в результате чего союзные армии стали быстро продвигаться на восток и действовать в Германии свободно, встречая лишь небольшое сопротивление немцев в отдельных местах (см. Северо-Германская операция, Саксонская операция, Баварская операция). Рурская операция является самой крупной операцией на окружение из всех проводившихся англо-американскими войсками на западном фронте Второй мировой войны.